# Cortes de la Frontera
Cortes de la Frontera er en by og kommune i det sydlige Spanien i provinsen Málaga. Den har et indbyggertal på 3.000 (2024) indbyggere.